# Sammy Todd
Samuel John Todd, meglio conosciuto come Sammy o Sam Todd (Belfast, 22 settembre 1945), è un ex calciatore nordirlandese, di ruolo difensore.

## Caratteristiche tecniche
Nelle giovanili del Burnley ricoprì molti ruoli, facendosi notare però come centrocampista. Quando entrò a far parte della prima squadra fu schierato come terzino destro e sinistro ma anche come centrale della difesa. Era considerato un giocatore elegante ma che però non si impegnava al massimo in campo.

## Carriera

### Club
Inizia la carriera in patria nel Glentoran, per poi trasferirsi diciassettenne in Inghilterra in forza al Burnley nel settembre 1962. Debuttò con i Clarets due anni dopo, 21 aprile 1964 nella clamorosa vittoria casalinga per 7-2 contro il Tottenham, approfittando della contemporanea assenza del terzino destro titolare John Angus e della sua riserva Freddie Smith. Con il club del Lancashire militò sino al 1970, sempre nella massima serie inglese, ottenendo come miglior piazzamento il terzo posto nella First Division 1965-1966. Con i Clarets partecipò anche alla Coppa delle Fiere 1966-1967, giocando tre incontri, raggiungendo i quarti di finale. Non riuscì mai ad imporsi stabilmente come titolare fisso dei Clarets, da che gli venivano spesso preferiti altri giocatori come John Talbut, Dave Merrington, Jim Thomson e Martin Dobson.
Nel 1970 passa per £40,000 allo Sheffield Weds, club appena retrocesso nella serie cadetta inglese. Dopo una prima stagione in cui venne impiegato regolarmente, finì negli ultimi due anni di militanza negli Owls ai margini della rosa, venendo infine prestato per la stagione 1973-1974 al club di quarta serie Mansfield Town.
Dopo un'esperienza con i dilettanti del Great Harwood Town, si trasferì negli Stati Uniti d'America per giocare con la franchigia NASL dei Dallas Tornado. Con i Tornado nella stagione 1975 fallì l'accesso ai playoff per il titolo. Quella americana sarà la sua ultima esperienza agonistica.

### Nazionale
Dal 1966 al 1971 ha vestito la maglia della nazionale nordirlandese in undici occasioni, esordendo nella vittoriosa amichevole del 22 aprile 1966, vinta contro il Messico per 4-1, subentrando all'inizio secondo tempo a Dave Clements.

## Statistiche

### Cronologia presenze e reti in Nazionale
| Cronologia completa delle presenze e delle reti in nazionale ― Irlanda del Nord | Cronologia completa delle presenze e delle reti in nazionale ― Irlanda del Nord | Cronologia completa delle presenze e delle reti in nazionale ― Irlanda del Nord | Cronologia completa delle presenze e delle reti in nazionale ― Irlanda del Nord | Cronologia completa delle presenze e delle reti in nazionale ― Irlanda del Nord | Cronologia completa delle presenze e delle reti in nazionale ― Irlanda del Nord | Cronologia completa delle presenze e delle reti in nazionale ― Irlanda del Nord | Cronologia completa delle presenze e delle reti in nazionale ― Irlanda del Nord |
| Data                                                                            | Città                                                                           | In casa                                                                         | Risultato                                                                       | Ospiti                                                                          | Competizione                                                                    | Reti                                                                            | Note                                                                            |
| ------------------------------------------------------------------------------- | ------------------------------------------------------------------------------- | ------------------------------------------------------------------------------- | ------------------------------------------------------------------------------- | ------------------------------------------------------------------------------- | ------------------------------------------------------------------------------- | ------------------------------------------------------------------------------- | ------------------------------------------------------------------------------- |
| 22-6-1966                                                                       | Belfast                                                                         | Irlanda del Nord                                                                | 4 – 1                                                                           | Messico                                                                         | Amichevole                                                                      | -                                                                               | 46’                                                                             |
| 22-10-1968                                                                      | Belfast                                                                         | Irlanda del Nord                                                                | 0 – 2                                                                           | Inghilterra                                                                     | Qual. Euro 1968                                                                 | -                                                                               |                                                                                 |
| 28-02-1968                                                                      | Wrexham                                                                         | Galles                                                                          | 2 – 0                                                                           | Irlanda del Nord                                                                | Qual. Euro 1968                                                                 | -                                                                               |                                                                                 |
| 3-5-1969                                                                        | Belfast                                                                         | Irlanda del Nord                                                                | 1 – 3                                                                           | Inghilterra                                                                     | Torneo Interbritannico 1969                                                     | -                                                                               |                                                                                 |
| 6-5-1969                                                                        | Glasgow                                                                         | Scozia                                                                          | 1 – 1                                                                           | Irlanda del Nord                                                                | Torneo Interbritannico 1969                                                     | -                                                                               |                                                                                 |
| 10-5-1969                                                                       | Belfast                                                                         | Irlanda del Nord                                                                | 0 – 0                                                                           | Galles                                                                          | Torneo Interbritannico 1969                                                     | -                                                                               |                                                                                 |
| 10-9-1969                                                                       | Belfast                                                                         | Irlanda del Nord                                                                | 0 – 0                                                                           | Unione Sovietica                                                                | Qual. Mondiali 1970                                                             | -                                                                               |                                                                                 |
| 18-4-1970                                                                       | Belfast                                                                         | Irlanda del Nord                                                                | 0 – 1                                                                           | Scozia                                                                          | Torneo Interbritannico 1970                                                     | -                                                                               | 46’                                                                             |
| 11-11-1970                                                                      | Siviglia                                                                        | Spagna                                                                          | 3 – 0                                                                           | Irlanda del Nord                                                                | Qual. Euro 1972                                                                 | -                                                                               | 21’                                                                             |
| 3-2-1971                                                                        | Nicosia                                                                         | Cipro                                                                           | 0 – 3                                                                           | Irlanda del Nord                                                                | Qual. Euro 1972                                                                 | -                                                                               |                                                                                 |
| 21-4-1971                                                                       | Belfast                                                                         | Irlanda del Nord                                                                | 5 – 0                                                                           | Cipro                                                                           | Qual. Euro 1972                                                                 | -                                                                               | 86’                                                                             |
| Totale                                                                          |                                                                                 | Presenze                                                                        | 11                                                                              |                                                                                 | Reti                                                                            | 0                                                                               |                                                                                 |